# Венера в мехах
«Вене́ра в меха́х» (нем. Venus im Pelz) — повесть австрийского писателя Леопольда фон Захера-Мазоха. После журнальной публикации в 1869 году повесть вошла в первый том цикла «Наследие Каина», изданный в 1870 году.

## Сюжет
Главный герой по имени Северин одержим эротической фантазией о женщине, которая будет его унижать. Свой идеал властной и прекрасной дамы он называет «Венерой в мехах». На карпатском курорте мужчина знакомится с эксцентричной вдовой Вандой фон Дунаев, которая покоряет его своей философией античной чувственности и отрицанием предрассудков христианского брака. Решив, что перед ним та самая «Венера в мехах», герой без памяти влюбляется и предлагает Ванде вместе осуществить свою тайную фантазию. Сперва девушка отвергает предложение, но постепенно игра в госпожу и раба начинает увлекать и возбуждать её больше, чем самого Северина. Они заключают своеобразный договор…

## Экранизации
Книга была несколько раз экранизирована: в 1967 году и дважды в 1969 году, Массимо Далламано и Хесусом Франко, в 1985 году под названием «Соблазнение/совращение: Жестокая женщина», в 1995 и 2013 году Романом Полански. Более поздняя версия была презентована на фестивале в Каннах. Самая ранняя версия была снята в России в 1915 году под названием «Хвала безумию».

## В культуре
- Благодаря повести Захер-Мазоха склонность получать удовольствие, испытывая унижения и насилие, получила название мазохизма.
- На основе этой повести была написана песня The Velvet Underground «Venus in Furs».
- «Here She Comes Now/Venus in Furs» — совместный сингл американских рок-групп Nirvana и The Melvins.
- «Venus in Furs» — песня группы Electric Wizard с альбома «Black Masses».
- Venus in Furs — название вымышленной глэм-рок группы в фильме «Бархатная золотая жила».
- «Венера в русских мехах» — повесть Татьяны Бронзовой.
- Глава «Цирцея» в «Улиссе» Джеймса Джойса явно перекликается со сценами из «Венеры в мехах».
- На основе этой повести была написана песня группы «Пикник» «Герр Захер Мазох».
- В честь главного героя книги Северина фон Куземского взял свой псевдоним Стивен Джон Бэйли — басист и основатель британской группы Siouxsie and the Banshees.
- Режиссёр Роман Полански переосмыслил сюжет в 2013 году, сделав его историей противостояния режиссёра и пробующейся на роль актрисы.
- В игре Cyberpunk 2077 есть миссия под названием «Venus in Furs», в которой герой может провести ночь с авторитарной агентшей мегакорпорации, до того едва не убившей его на задании.
- В новелле Франца Кафки «Превращение» есть образ портрета «дамы в мехах».